# Montserrat Roig i Fransitorra
Montserrat Roig i Fransitorra   (Barcelona, 13 de juny de 1946 - Barcelona, 10 de novembre de 1991) fou una escriptora en català de novel·les, contes, assaig, reportatges i articles periodístics. Va presentar i dirigir diversos programes de televisió, mitjà en el qual va excel·lir com a entrevistadora a escriptors de generacions precedents.
Dona feminista i antifranquista, va pertànyer en diverses organitzacions com ara el PSUC o en el catalanisme i era una gran defensora dels drets de la dona.

## Biografia
Va néixer el 13 de juny de 1946 a Barcelona, en el si d'una família burgesa liberal de la dreta de l'Eixample, sent la sisena filla de set: Maria Isabel, Maria Rosa, Glòria, Joan Ramon, Maria Albina, ella i Carmina. Va estudiar primària a l'escola Divina Pastora de l'Eixample i després va cursar secundària a l'Institut Montserrat de Sant Gervasi. El seu pare, Tomàs Roig i Llop, fou advocat i escriptor. La seva mare, Albina Fransitorra Aleñà, es llicencià en filologia el 1970 i també fou escriptora. L'any 1961 ingressa a l'Escola d'Art Dramàtic Adrià Gual, on va conèixer Maria Aurèlia Capmany, amb qui va establir una amistat que duraria tota la vida. L'any 1968 es va llicenciar en Filosofia i Lletres a la Universitat de Barcelona, carrera que havia començat l'any 1963, i es va doctorar el 1970. Es va casar als vint anys amb l'arquitecte Albert Puigdomènech, un dels dirigents del SDEUB i amb qui va tenir el seu primer fill: Roger. Se'n separà al cap de tres anys i l'any 1972 enceta una relació sentimental amb Joaquim Sempere i Carreras, director de la revista Treball del PSUC, amb qui va tenir, l'any 1975, el seu segon fill, Jordi.

## Compromís polític i cívic
Quan estava estudiant secundària va obtindre el seu primer premi literari amb un poema de caràcter religiós sobre la patrona del seu centre.
Des de ben jove, va participar en els moviments de protesta d'estudiants que es feien a les darreries del franquisme a Barcelona. Als inicis dels estudis a la Universitat de Barcelona, va ser membre d'Universitat Popular UP, branca juvenil i estudiantil de l'organització Força Socialista Federal FSF; en dissoldre's aquest partit, es va afiliar al PSUC un cop acabada la carrera. Va participar en la creació de l'associació clandestina Moviment Democràtic de Dones, amb la Manuela Carmena i la Mercè Olivares.
També va participar, entre d'altres, en dos esdeveniments importants de la lluita contra la dictadura franquista d'aquells anys. El primer, la Caputxinada, l'assemblea constituent del Sindicat Democràtic d'Estudiants de la Universitat de Barcelona SDEUB, que va tenir lloc el març de 1966 al convent dels Caputxins de Sarrià, on la policia va mantenir encerclat el convent durant tres dies. El segon, la tancada de 250 intel·lectuals a l'abadia de Montserrat el desembre de 1970, en protesta contra el procés de Burgos, consell de guerra sumaríssim contra 16 militants bascos d'ETA. Montserrat Roig va descriure la seua experiència de la següent manera: "Vaig entrar a Montserrat com a 'llicenciada' i en vaig sortir com a 'escriptora'". L'èxit de participació i la repercussió pública propicià la creació de l'Assemblea Permanent d'Intel·lectuals Catalans, plataforma a la qual es vincula i participa activament. També el 1970 abandona el PSUC coincidint amb el trencament del seu matrimoni i l'inici més seriós de la seva carrera literària. Torna a afiliar-s'hi en aprovar-se la llei antiterrorista, participa en encontres intel·lectuals i trobades obertes, i esdevé candidata per la circumscripció de Barcelona en la llista del seu partit a les eleccions a corts espanyoles del 1977.
L'any 1976 va entrar a formar part de la junta de l'Ateneu Barcelonès com a vocal. Es tractava d'una junta no oberta a eleccions democràtiques i amb membres afins al règim franquista presidida per Andreu Brugués i Llobera. Roig, juntament amb Josep Maria Prim Serentill i Joan Alegret Llorens, varen forçar un gir en la forma de participació i van aconseguir entrar com a vocals.

## Trajectòria literària

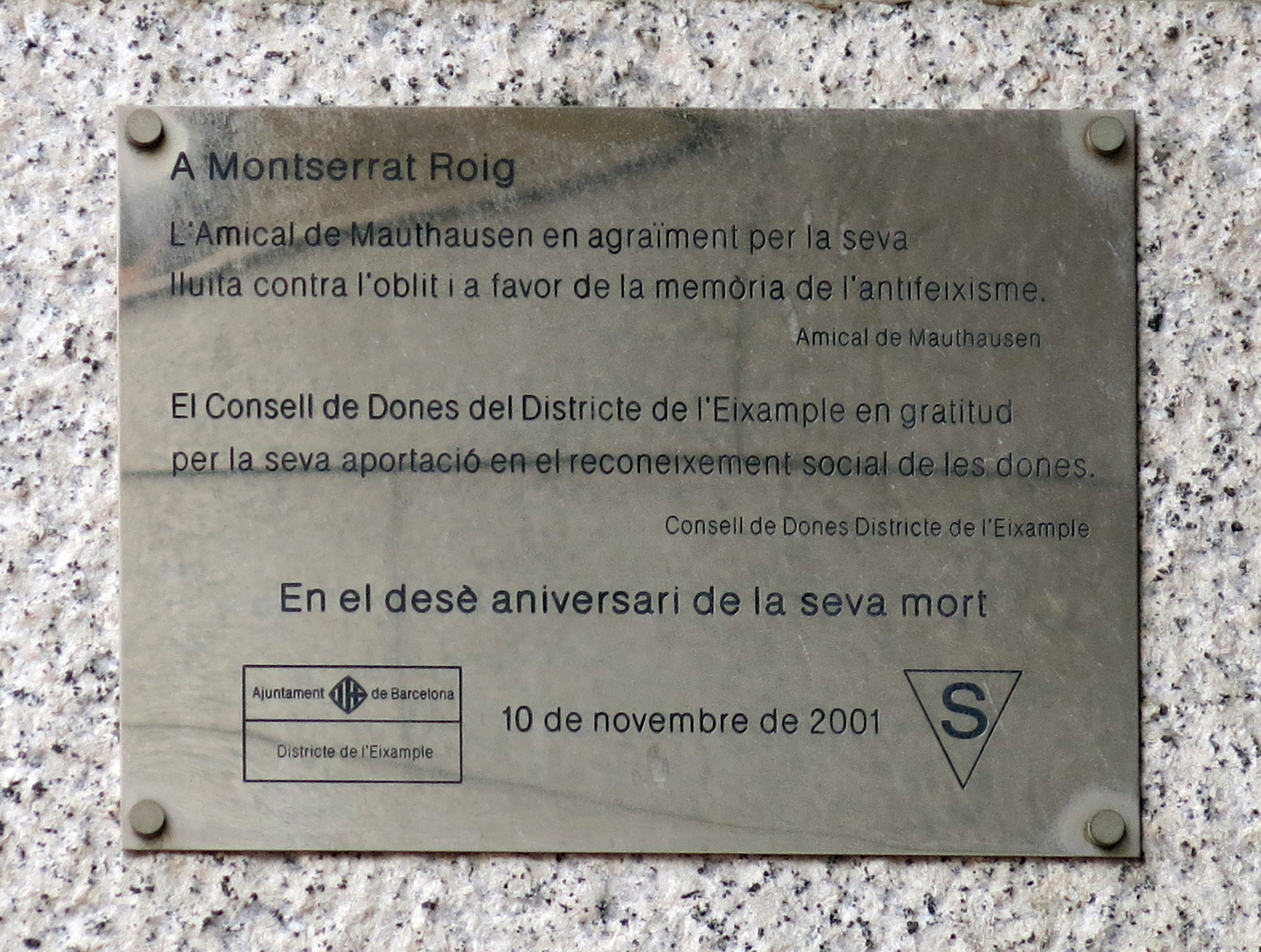
Placa als Jardins de Montserrat Roig, Barcelona

Va ser lectora de castellà a la Universitat de Bristol el curs 1972-1973. A partir del 1971 –any en què guanya el premi Víctor Català amb el recull de narracions Molta roba i poc sabó... i tan neta que la volen– es dedica professionalment a la literatura; inicia un cicle novel·lístic que comprèn obres com Ramona, adéu (1972), que retrata tres generacions de dones, àvia, mare i filla, que viuen les seves històries personals amb el rerefons dels moments clau de la història del país, o El temps de les cireres (1977), obra protagonitzada pels mateixos personatges, amb la qual Roig obté el premi Sant Jordi de novel·la de 1976.
També és destacable la seva tasca com a periodista, des de la qual manifesta la seva voluntat per construir una tradició de periodisme culte, la seva lluita feminista amb obres com El Feminisme (1984) i Digues que m'estimes encara que sigui mentida (1991) amb la voluntat de recuperar la memòria històrica del país. Roig aconsegueix una gran popularitat amb les entrevistes publicades a les revistes Serra d'Or, Oriflama, Jano i Destino i que, posteriorment, publica en la sèrie de llibres coneguda com a Retrats paral·lels (1975 i 1976). Una de les entrevistes més destacades és a Josep Pla, quan l'escriptor està a punt de complir setanta-cinc anys.
Una altra obra de gran ressò fou Els catalans als camps nazis (1977), premi Crítica Serra d'Or i document excepcional de testimoniatge del que, el 1978, apareixeria la versió reduïda en castellà, amb el títol Noche y niebla. Los catalanes en los campos nazis. Quan el 1973 Josep Benet li va donar la idea d'escriure un llibre sobre el tema dels catalans als camps nazis perquè li'l publiqués Edicions Catalanes de París, Montserrat s'hi va resistir, ja que per escriure un llibre així li calien diners per a viatjar i buscar documents i testimonis. Benet la va ajudar econòmicament al principi i posteriorment fou Josep Andreu i Abellò qui la va recolzar.
També el 1977 entra com a periodista a TV2, el canal català de Televisió Espanyola, en què realitza un programa d'entrevistes, Personatges, amb un gran èxit de públic i que també dona nom a una sèrie de dos llibres en els quals publicà aquelles converses. El 1978 rep el premi Mundo d'entrevistes però la seva relació amb TVE no va arribar més enllà, a causa de les censures i prohibicions que va rebre i que, fins i tot, van arribar al Congrés i al Senat. En aquest període també col·laborà amb revistes com Arreu (1976) i Triunfo, fins al 1977.
L'any 1980 després de l'èxit d'Els catalans als camps nazis, les edicions Progreso de Moscou li plantegen un encàrrec similar amb el setge que va patir Leningrad a mans dels nazis durant la Segona Guerra Mundial. Roig va acceptar de seguida i, fruit del viatge d'investigació que va fer, va publicar el 1982 el llibre Mi viaje al bloqueo. Tres anys més tard, el 1985, Montserrat publicaria L'agulla daurada, un relat del setge amb un fort segell personal i amb el que va guanyar el premi Nacional de Literatura Catalana de 1986.
L'hora violeta (1980) és la novel·la que culmina el seu posicionament feminista. A partir d'aquí, les seves novel·les prenen un caire diferent. Més tard publica L'òpera quotidiana (1982), La veu melodiosa (1987) i el recull de contes El cant de la joventut (1989). La darrera de les seves publicacions és Digues que m'estimes encara que sigui mentida (1991), en la qual l'autora confegeix una poètica personal a tall de testament literari.
També va col·laborar a premsa diària com Tele/eXpres del 1971 al 1973, a la secció Los miércoles letras i des del 1975 a Mundo Diario. El 1978 va començar a publicar de forma esporàdica a El Periódico de Catalunya i diàriament una columna a partir de febrer del 1984. A partir de gener del 1987 la columna va passar a la contraportada amb el títol de Melindros, fins al 1988. Des del 1990 publicava al diari Avui una columna diària amb el títol "Un pensament de sal, un pessic de pebre". L'últim article que va publicar Montserrat Roig a la contraportada de l' Avui el 9 de novembre de 1991 es deia "Un múscul traïdor".
Montserrat Roig va ser membre de l'Associació d'Escriptors en Llengua Catalana i vicepresidenta de la seva Junta Territorial del Principat de Catalunya (1989-1990). Morí a la Clínica del Pilar de Barcelona el 1991, víctima d'un càncer de mama. La Biblioteca Pública Central de Sant Feliu de Llobregat porta el seu nom com a homenatge.
Va tindre una trajectòria intensa i va ser marcada per una obsessió: "sempre que escric una cosa és perquè no entenc el que veig".

## Pensament feminista
Montserrat Roig és una dona feminista i sospesa àmpliament la seua obra periodística, conscient de la necessitat d'acostar la teoria alliberadora que proposa el moviment a les necessitats de dones anònimes que han sigut silenciades per la història oficial. L'autora considera en la ideologia del feminisme què té d'utopia i, per tant, de desencantament. No es tracta d'un ancoratge estàtic o un corpus ideològic sense clivelles, sinó una contínua renovació des d'una perspectiva crítica, segons el punt de vista de M. Àngels Francés Deu, especialista en l'obra de Roig.
Montserrat Roig va acudir a les Primeres Jornades Feministes de Catalunya i va intervindre en les conclusions com a "feminista independent" defensant el fet nacional català i davant el respecte de les dones immigrants, que li tenen a pesar que no parlen la llengua. Va recordar també que les dones catalanes són doblement explotades, com a dones i com a catalanes.

En la seua crítica a la societat patriarcal incloïa als homes d'esquerra: "Jo crec que el paper de l'home militant d'esquerres és en primer lloc assumir el seu paper d'opressor en aquesta societat; en segon lloc, deixar de costat el paternalisme, deixar de donar lliçons i de tindre una actitud despectiva com la de veure què farem les dones amb la nostra lluita, amb la nostra reflexió, amb els nostres calbots contra la paret”, destaca Josep Massot en l'article "L'escriptora progre", escrit en el qual haguera sigut el seu 70 aniversari.

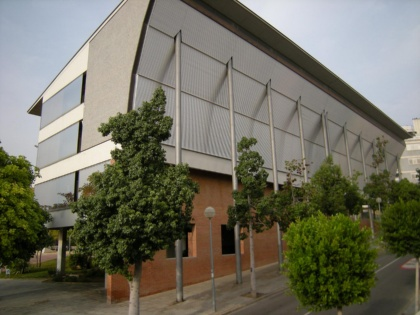
Façana de la Biblioteca Montserrat Roig de Sant Feliu de Llobregat. Atribució foto: Generalitat de Catalunya

## Obres publicades

### Assaigs i articles periodístics
- Retrats paral·lels [recull d'entrevistes]. Barcelona: Publicacions de l'Abadia de Montserrat, 1975-1978, 3 volums.
- Rafael Vidiella, l'aventura de la revolució, 1976
- Els catalans als camps nazis, 1977, edició 2017. ISBN 978-8429776195. Premi Crítica Serra d'Or
- L'agulla daurada, 1985, sobre una estada a Leningrad. Va guanyar el Premi Nacional de Literatura Catalana del 1986.
- Barcelona a vol d'ocell, 1987, amb fotografies de Xavier Miserachs
- Pau Vila: he viscut! Biografia oral [converses amb Bru Rovira i Montserrat Roig]. Barcelona: La Campana, 1989.
- Xavier Carbonell. Barcelona: Edicions Catalanes, 1990.
- Retrats i personatges. Barcelona: Barcanova, 1991.
- L'autèntica història de Catalunya, 1991, amb dibuixos de Cesc
- ¿Tiempo de mujer?, 1980
- Mujeres en busca de un nuevo humanismo. Barcelona: Salvat, 1981.
- Mujeres hacia un nuevo humanismo, 1982
- El feminismo. Barcelona: Aula Abierta Salvat, 1984.
- Digues que m'estimes encara que sigui mentida. Sobre el plaer solitari d'escriure i el vici compartit de llegir. Barcelona: Edicions 62, 1991. Edició 2017. ISBN  978-8492549962
- Un pensament de sal, un pessic de pebre. Dietari obert 1990-1991 [recull d'articles pòstum, originalment al diari Avui]. Barcelona: Edicions 62, 1992. Edició 2018. ISBN  978-8429776935
- Montserrat Roig, la lluita contra l'oblit. Escrits sobre la deportació, edició pòstuma, reedició dels seus escrits a cura de Rosa Toran Belver i Jesús Ruiz Martínez. Barcelona: Amical de Mauthausen i altres camps de concentració Nazis, 2001.
- Roig i Fransitorra, Montserrat; Pròleg de Roger Sempere Roig. Diari d'uns Anys (1975-1981).  A Contravent, 2011. ISBN 9788493889784.

### Novel·la
- Ramona, adéu, 1972 Barcelona: Edicions 62
- El temps de les cireres, 1977, edició 2016 ISBN  978-8429775471, edició 2020 ISBN  978-8496863989 Premi Sant Jordi de novel·la
- L'hora violeta, 1980, Edicions 62: edició 2020 ISBN  978-8429778342
- L'òpera quotidiana, 1982 Barcelona: Planeta
- La veu melodiosa, 1987 Barcelona: Edicions 62

### Relats
- Molta roba i poc sabó... i tan neta que la volen, Barcelona: Selecta 1971, Premi Víctor Català
- El cant de la joventut, 1989, Barcelona: Edicions 62

### Teatre
- Reivindicació de la senyora Clito Mestres (teatre), 1992 Barcelona: Edicions 62 [Estrenada al Teatre Romea el 10 de juny de 1991]

## Premis
- Premi de prosa dels Jocs Florals de Caracas 1966 per La falç.
- Premi de Sant Adrià del Besòs 1969 per La ciutat dels tristos destins.
- Premi de reportatges de Serra d'Or per a escriptors joves en 1969.
- Premi Recull de Blanes 1970 per Aquella petita volta blava.
- Premi Víctor Català 1970 per Molta roba i poc sabó… i tan neta que la volen.
- Recull-David Puig i Llensa de narració 1970 per Aquella petita volta blava.

- Premi Sant Jordi 1976 per El temps de les cireres.
- Premi Crítica Serra d'Or de reportatge històric 1978 per Els catalans als camps nazis.
- Premi Òmnium Cultura 1980 per les entrevistes en TVE al programa Clar i català.
- Premi de Literatura Catalana de la Generalitat de Catalunya 1986 per L'agulla daurada.

## Fons personal
El seu fons personal es conserva a l'Arxiu Nacional de Catalunya. El fons conté la documentació generada i aplegada per Montserrat Roig; documentació personal i familiar; documentació de la seva activitat professional, tant literària com periodística, i en destaca la produïda com a novel·lista (esborranys d'obres, manuscrits originals i material de treball) i la documentació sobre la seva obra (estudis i correspondència). Pel que fa a la seva activitat periodística, el fons recull la documentació relacionada amb les seves col·laboracions com a redactora (articles per a diverses seccions de la premsa i per a diverses editorials), i especialment la relacionada amb entrevistes a diversos personatges destacats del món cultural i polític (agrupada en dossiers) i amb la seva participació en programes de televisió i ràdio. Finalment, el fons conserva correspondència i un petit volum de documentació produïda en funció de les seves activitats polítiques i socials.

## Memòria i reconeixement
Des de l'any 2017, els Premis del Consell Municipal de Benestar Social de Barcelona als Mitjans de Comunicació, en arribar a la vint-i-cinquena edició, van transformar-se en els Premis Montserrat Roig al periodisme i la comunicació social, per millorar-los i adaptar-los a la realitat actual.
Al llarg dels anys posteriors a la seva desaparició, diverses ciutats han donat el seu nom a carrers i places, per preservar el record de Montserrat Roig. És el cas de Lleida, l'Hospitalet de Llobregat, La Garriga, Porqueres, Salt, Artés, Granollers, Castelldefels, Reus, Gavà, Argentona, Torrelles de Llobregat o Cornellà; i també a Sant Fost, Sant Quirze, Sant Celoni o San Fernando de Henares. O bé una plaça, com a Santa Coloma de Gramenet, Sabadell, Blanes, Rubí, Mataró, Sant Joan Despí o Sant Boi, o uns jardins, com a Barcelona. En altres casos s'ha donat el seu nom a una biblioteca municipal, com a Sant Feliu de Llobregat o a un centre educatiu, com l'institut Montserrat Roig, de Terrassa, el de Sant Andreu de la Barca o el del barri de Gràcia, a Barcelona. O també un Agrupament Escolta, un pati de la Facultat de Filologia i Comunicació de la UB o el Centre d'Informació i Recursos per a les Dones i Persones LGTBI de Castelldefels. Segons la base de dades obertes de noms de carrers de 2021, hi ha més de 100 carrers o places a Catalunya dedicades a Montserrat Roig.
Tramoia Produccions Culturals i el Centre de Cultura Contemporània de Barcelona (CCCB) van celebrar el 75è aniversari del naixement de la periodista i escriptora a la jornada "La Revetlla Roig" l'any 2021.